# B.J. Penn
Jay Dee Penn (Kailua, 13 de dezembro de 1978), popularmente conhecido como B.J. Penn, é um lutador de artes marciais mistas (MMA) e um faixa preta de jiu-jitsu brasileiro. Ele é o ex-campeão do UFC na categoria dos leves e dos meio-médios. No ano 2000, B.J. Penn se tornou o segundo não-brasileiro a se tornar campeão mundial de jiu-jitsu na faixa preta.
Penn, junto com Randy Couture, Conor McGregor, Georges St. Pierre, Daniel Cormier, Amanda Nunes, Alex Pereira, Henry Cejudo, Jon Jones e Ilia Topuria, está no hall dos únicos lutadores da história do UFC a serem campeões em duas categorias.

## Início no Jiu-jitsu
Aos 17 anos Penn começou a treinar Jiu-jitsu brasileiro com seu vizinho, Tom Callos. Em 1997, Penn começou a treinar Jiu-jítsu com Ralph Gracie e acabou ganhando sua faixa roxa de Gracie. Nesse ponto, ele se mudou para Nova União no Brasil, onde acabou recebendo em 2000 a faixa preta por André Pederneiras. Algumas semanas mais tarde ele se tornou o primeiro não-brasileiro a vencer na divisão de faixa preta no Mundial de Jiu-jitsu, realizada no Rio de Janeiro, Brasil.
Enquanto a maioria das pessoas precisam de uma década ou mais para se tornar um faixa preta, Penn, com apenas três anos de formação, não só recebeu uma faixa preta, mas também venceu o Mundial de Jiu-jitsu. Desse dia em diante, B.J. Penn recebeu o apelido "The Prodigy" (O Prodígio).

## Carreira no MMA

### UFC
Sua conquista no Mundial de Jiu-Jítsu chamou a atenção de Dana White e do Ultimate Fighting Championship, que o convenceu a mudar para o MMA. Penn fez sua estreia no MMA em 24 de maio de 2001, com uma vitória sobre Joey Gilbert no UFC 31. Em seguida, ele demonstrou fortes habilidades, batendo Din Thomas e Caol Uno pelos pesos leves, antes de sofrer uma derrota por decisão majoritária disputando o cinturão dos pesos leves so UFC contra Jens Pulver.
Em 2003, Pulver se desligou do UFC e abandonou seu cinturão. Um combate para decidir o novo campeão aconteceu entre Penn e Uno no UFC 41, e a luta terminou em empate. Devido alguns problemas o UFC encerrou a categoria dos pesos-leves durante algum tempo.
Penn não querendo ficar parado, lutou no final do ano no evento de MMA promovido pelo seu irmão o Rumble on the Rock, depois de uma boa luta Penn venceu por um mata-leão Takanori Gomi, o futuro campeão dos pesos-leves do Pride Fighting Championships.
Penn enfim se tornou um campeão no MMA em 2004, no UFC 46. Penn subiu de divisão para desafiar o campeão dos meio-médios do UFC Matt Hughes que havia defendido seu cinturão em cinco ocasiões. Nos primeiros 23 segundos de luta Penn foi castigado por Hughes; entretanto "O Prodígio" conseguiu derrubar Hughes e finalizou o combate com um mata-leão.
Penn enfim se tornava campeão no UFC.

### K-1
Pouco tempo de pois da vitória Penn assinou com a Fighting and Entertainment Group (FEG) para lutar em uma promoção japonesa o K-1. Logo o UFC destituiu o cinturão de Penn.
Em sua primeira luta pelo FEG, Penn lutou contra Duane Ludwig na categoria de meio-médios aonde venceu com um triângulo de braço no evento K-1 MMA Romanex. Em seguida, Penn subiu de categoria para enfrentar o invicto Rodrigo Gracie pelos pesos-médios, Penn venceu por decisão, aumentando sua série de vitórias consecutivas.
Em 26 de março de 2005, a FEG inaugurol o evento K-1 Hero's MMA, Penn enfrentou o futuro campeão invicto dos meio-pesados do UFC Lyoto Machida. Penn perdeu por decisão unânime, a luta aconteceu na categoria peso aberto aonde Penn lutou pesando 86,5 kg contra Machida pesando 102 kg. Mais tarde Penn venceria Renzo Gracie por decisão unânime, na categoria dos pesos médios no evento K-1 World Grand Prix Hawaii.

### A volta ao UFC

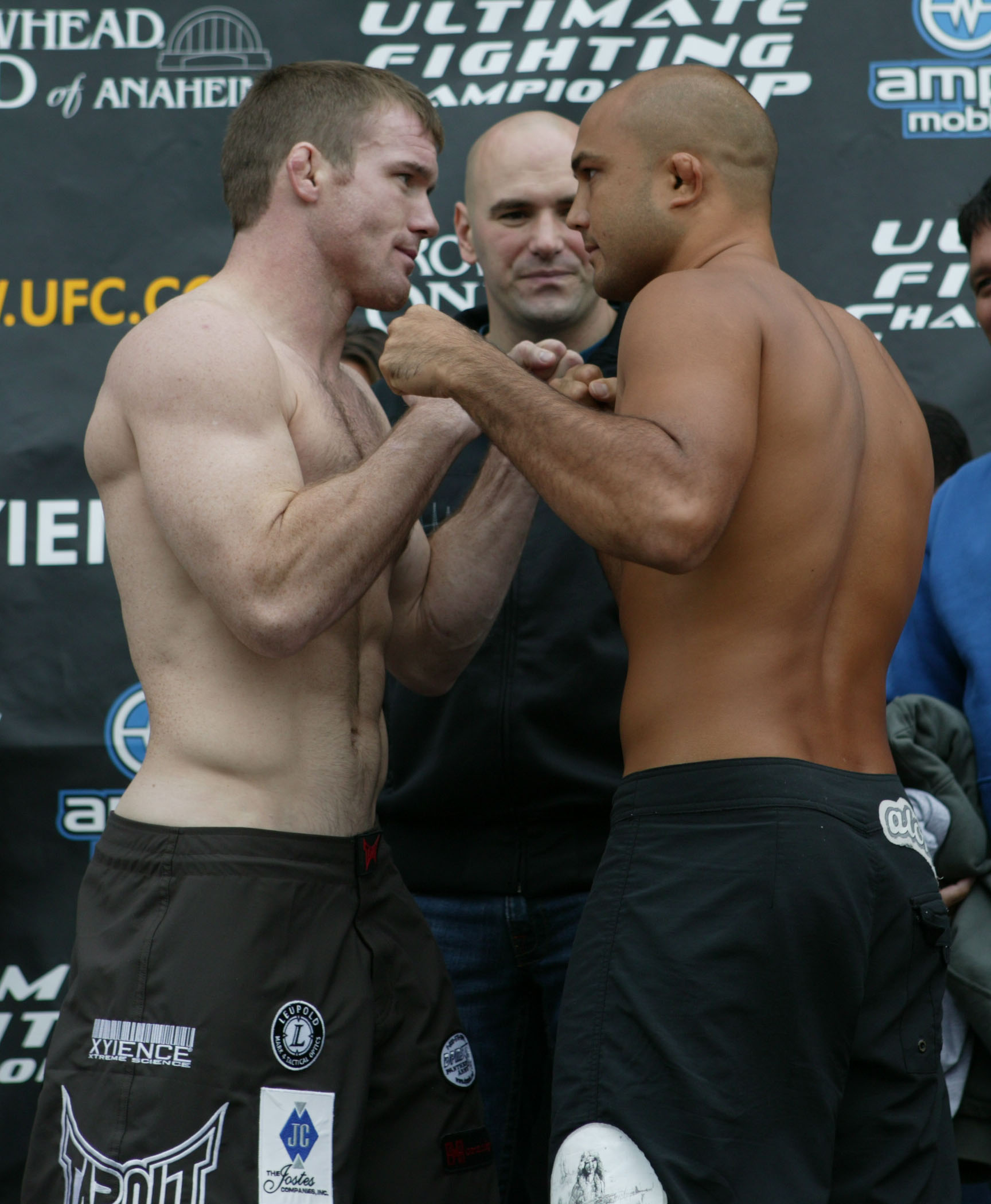
Matt Hughes cara a cara com B.J. Penn na pesagem para o UFC 63.

No início de 2006 no UFC 56, o presidente do UFC Dana White anunciou que Penn concordado voltar a lutar no UFC pelos meio-médios. Penn reestreou em 4 de março no UFC 58, perdendo para o GSP, Georges "Rush" St. Pierre, por decisão dividida, a luta consagrou GSP como candidato número um para enfrentar o campeão dos meio-médios Matt Hughes.
Após St. Pierre se machucar em um treino Penn foi escolhido para enfrentar Hughes no UFC 63, em 23 de setembro de 2006. Durante o combate Penn dominou aluta vencendo os dois primeiros rounds, entretanto no final do segundo round Penn sofreu um lesão na costela. No terceiro round Penn voltou visivelmente enfraquecido por causa da dor, Hughes se aproveitando disso derrubou Penn e usou seu forte ground-pound até o árbitro "Big" John McCarthy interromper a luta.
Após a luta, Penn foi convidado a ser um treinador do reality show The Ultimate Fighter 5, que foi ao ar em 5 de abril de 2007. Como é costume depois do final do reality show, os dois treinadores se enfrentaram, sendo que o outro treinador era Jens Pulver, adversário que Penn queria muito uma revanche. Penn venceu a luta através de um mata-leão, e a luta valia pela categoria dos pesos-leves.

### O Cinturão dos Pesos-Leves
Em 7 de julho de 2007, estava agendada uma luta entre Penn e Sean Sherk no UFC 73, entretant o teste antidoping de Sherk deu positivo, e ele foi destituído do UFC. Então foi agendado uma luta pelo cinturão dos pesos-leves entre B.J. Penn e o campeão do The Ultimate Fighter 2 Joe Stevenson, que aconteceria em 19 de janeiro de 2008 no UFC 80.
A luta ficou conhecida como "O Banho de Sangue". Logo no início da luta uma cutuvelada de Penn acertou Stevenson que sofreu um profundo corte na testa, que fez o árbitro parar a lutar pelo menos 2 vezes no segundo round por causa na grande quantidade de sangue no rosto do Stevenson.  Ainda segundo round Stevenson partiu para cima mais o sangue vez com que sua visão ficasse comprometida,  sendo  derrubado por Penn e que conseguiu finalizar Stevenson com um mata-leão.
Nessa luta, Penn que tinha a mania de lamber as luvas cheias de sangue esperou limpa las pra poder lambelas.
Em 24 de maio de 2008 no UFC 84, no MGM Grand Garden Arena em Las Vegas, Nevada, Penn lutou ex-campeão Sean Sherk em sua primeira defesa de cinturão. Sherk acusou Penn várias vezes antes da luta de ter roubado o cinturão dele. Durante os dois primeiros rounds, Penn e Sherk trocaram socos e chutes sem muita empolgação, mas Penn estava levando um pouca de vantagem, no final do terceiro round Penn acertou um soco e um gancho e Sherk empurrado na grade ao voltar e se desequilibrar Penn acertou uma joelhada voadora isso nocauteou Sherk, mas como logo depois o gongo soou a vitória de Penn foi considerada TKO.

### UFC 94: St. Pierre vs. Penn 2
Penn desafiou Georges St-Pierre, pelo cinturão dos meio-médios em 31 de janeiro de 2009, na noite antes do Super Bowl. A luta foi marcada para o UFC 94, e antecipadamente foi a maior venda de PPV do UFC. Antes da luta com St. Pierre, Penn fez um comentário controverso que ele estava indo para tentar matar St-Pierre no ringue. Esse seria o primeiro combate da história do UFC onde dois campeões de duas divisões diferentes iriam se enfrentar.
O primeiro round da luta foi fraco, Penn e GSP estavam se movimentando muito bem por isso durante as trocações poucos golpes eram acertados. No segundo round, Penn mostrou uma performance sem brilho enquanto GSP forçava o clinch e as quedas, no final do round Penn mostrou-se completamente exausto. No terceiro round, o GSP veio com tudo mostrando por que da sua fama de um dos melhores lutadores peso-por-peso. No início acertou um soco superman, quebrando o nariz de Penn, e em seguida conseguiu derrubar Penn (fato que só Hughes até então tinha conseguido no UFC), e começou a castigar Penn com seu ground 'n pound, logo Penn se levantou, mas em seguida GSP derrubou ele novamente. Assim foi até o quarto round aonde depois de mais uma queda e mais um castigo do GSP sobre Penn, então o irmão do havaiano pediu para o árbitro parar a luta. Durante a luta, Penn reclamou que GSP estava muito escorregadio para segurar, então levaram à suspeita que a vaselina estava sendo ilegalmente aplicada no corpo de GSP. O assunto foi formalmente investigada pelo UFC e a Comissão Atlética de Nevada, a pedido de Penn. Na investigação, todas as reivindicações foram dadas como falsas e a Comissão decidiu que nenhuma investigação a mais fosse feita.

### A Hegemonia nos Pesos Leves
Após a luta contra GSP, Kenny Florian estabeleceu-se como o desafiante número para o cinturão dos pesos-leves. Florian disse: "Eu quero BJ. Eu quero o Cinturão. BJ, você é um dos melhores lutadores lá fora. Estou aqui para te testar. Acho que você é um grande lutador. Eu o considero um mestre. É hora de matar o mestre." Ele desafiou Penn que respondeu: "haha, eu vou matar esse cara, eu to avisando, ele não sabe o que ta falando, serio eu vou matar ele." A luta foi marcada para o UFC 99, entretanto, Penn pediu mais tempo para se recuperar da luta contra GSP, a luta entre Penn e Florian ficou para 8 de agosto de 2009, no UFC 101.
No combate, Florian não conseguiu se soltar, pareceu muito tímido, usou muito o clinch e nas poucas tentativas de derrubar Penn não conseguiu e aos 3:45 do quarto round Penn derrubou Florian e facilmete conseguiu a montada, na inversão aonde Penn tentava encaixar o mata-leão, Penn usou os calcanhares para certa as costela de Florian que logo se rendeu para a finalização. Essa luta mostrou toda sua flexibilidade e todo o seu talento.
Após dizer que era o maior peso leve do mundo, Diego Sánchez recebeu a chance de provar isso no UFC 107 em 12 de dezembro de 2009, aonde ele enfrenatária "O Prodígio" B.J.Penn pelo cinturão dos pesos-leves do UFC. Logo no início do primeiro round, Penn acertou um soco de direita que derrubou Sanchez, seguido de uma enxurrada de socos que quase levou o árbitro Herb Dean a parar a luta. Apesar de Sanchez conseguir se recuperar para voltar ao ataque, ele foi superado nos 3 rounds seguintes aonde viu Penn dominar facilmente a luta em pé, todas 27 tentativas de simple-leg de Sanchez foram anuladas por Penn. Logo no início do quinto round, Penn conseguiu acerta um pontapé na cabeça que provocou um grande corte na testa de Diego. Herb Dean interrompeu o combate para entrada de um médico que aconselhou o final da luta aos 2:37 por TKO. Sanchez teve seu lábio inferior completamente dividido e aberto, com seu olho esquerdo inchado e fechado, e um grande corte acima da sobrancelha esquerda. Muitos apontam a incrível performance de Penn principalmente o último round, como um "cala boca" aos que criticavam sua força física.
Após a vitória sobre Sanchez, Penn afirmou em seu site oficial que gostaria de já ter uma luta marcada para 2010 no UFC 111 ou no UFC 112, sem perder tempo White afirmou que o UFC 111 já teria duas disputas de cinturão, então, seria mais viavel Penn lutar no UFC 112 em Abu Dhabi, Gray Maynard e Frank Edgar eram os dois próximos desafiantes, porém em vez de acontecer uma luta entre os dois para decidir que iria enfrentar Penn, White afirmou que Maynard ainda de estava pronto, assim confirmou a luta entre BJ Penn e Frank Edgar para o UFC 112 em 10 de abril, sendo a segunda luta principal da noite.

### O Tropeço e a Revanche
No UFC 112, o primeiro UFC em céu aberto, Penn encarou Edgar em uma luta inicialmente franca com boas trocações, Penn dominou aparentemente o primeiro round, em contra partida Edgar conseguiu acertar bons e fortes golpes no havaiano, deixando um dos olhos do Penn inchado, durante os quatro rounds seguintes Edgar dominou totalmente a luta, Penn parecia irreconhecível muito lento e sem encontrar o tempo dos golpes de Edgar, no final Edgar ganhou por decisão unânime.
Na coletiva pós-luta, Penn ressaltou e parabenizou o desempenho de Edgar, e admitiu que ele não se sentia muito bem durante a luta. Um relatório surgiu a partir do seu time, dizendo: "Ele estava lutando contra uma infecção sinusal e foi sobre efeito de fortes antibióticos."
Após um mês, White confirmou uma revanche entre os dois no dia 28 de agosto, no UFC 118. No combate, Edgar dominou todas as ações na luta em pé durante todos os 5 rounds, ainda dominou bem o solo acertando bons golpes no ground n' pound e escapou de todas tentativas de finalização de Penn. No 4º round, Edgar chegou perto de nocautear Penn com um forte soco no ground n' pound. Edgar venceu por decisão unânime (50-45, 50-45, 50-45), Penn após a luta deu os devidos créditos para Edgar. Agora tudo leva a crer que Penn deverá subir de divisão e lutar nos pesos meio-médios do UFC, divisão esta dominado pelo rival de Penn, Georges St. Pierre.

### Trilogia Hughes e Corrida nos Meio-Médios
Ao regressar à categoria dos meio-médios, Penn pediu uma luta empolgante e o mais rápido possível. A organização do UFC decidiu fazer a luta com o mais novo membro do Hall da Fama do UFC e antigo rival de Penn, Matt Hughes. Quando Penn descobriu que sua luta seria contra Hughes e seria da conclusão da Trilogia entre os dois, Penn disse: "Essa é realmente a luta que eu estava esperando, finalizei Matt na primeira, ele acabou comigo na segunda, então nada melhor que resolver isso de uma vez...", do outro lado Hughes afirmou: "Em todas as minhas lutas como profissional, as contra BJ foram as mais especiais". Penn buscando retoma o caminho das vitórias decidiu treinar longe de casa na sua academia, buscando foco e condicionamento para voltar a lutar na divisão dos meio-médios. Então a luta foi marcada para o dia 20 de novembro no UFC 123 sendo o co-main evento na noite em Auburn Hills, Michigan no lendário ginásio do The Palace of Auburn Hills, local que ficou conhecido pela batalha de Ken Shamrock e Dan Serven. Em entrevistas antes da luta, Penn chegou a afirma que caso perca para Hughes poderia se aposentar. No evento, Penn chegou ao octógono se mostrando muito agitado gritando alguns xingamentos, ao entrar no cage Penn mostrou que tinha "sangue nos olhos" estava realmente muito determinada a vencer Hughes. No combate, Penn começou acelerado controlando o centro do octógono após algumas fintas simples Penn encaixou um fortíssimo gancho de direita que levou Hughes ao chão, depois Penn ainda acertou três socos em Hughes até o nocaute, aos 21 segundos do primeiro round. Ainda no cage Penn deu uma entrevista falando que Matt Hughes sempre foi seu ídolo e prestou a uma homenagem ao surfista havaiano morto recentemente Andy Irons. Na conferência de imprensa pós luta Penn, afirmou que planeja lutar até os 35 anos e pretende nesse período uma corrida de várias lutas até o cinturão dos meio-médios. E confirmou junto com o presidente do UFC Dana White que sua próxima luta será no dia 27 de Fevereiro de 2011 no UFC 127 em Sydney Austrália contra o top da divisão Jon Fitch. Penn ainda faturou o prêmio de melhor Nocaute na Noite. No combate, Penn começou acelerado buscando uma queda em um simple leg em Fitch que se defendeu muito bem, após trocar posições no clinch Penn se separou da posição e com uma combinação rápida conseguiu a abertura para derrubar Fitch, no chão Penn pegou as costa de Fitch que se defendeu como pode das tentativas de mata-leão de Penn, no final do round Fitch conseguiu reverter porém não conseguiu manter Penn na posição que logo se levantou. No segundo round, Fitch começou acertando um chute alto que foi respondido por uma joelhada voadora de Penn que errou e acabou se desequilibrando assim Fitch conseguiu dominar Penn no chão, Penn rapidamente saiu do chão e novamente se livrou do clinch, combinou alguns golpes e derrubou Fitch, no chão Penn trabalhou ate conseguir novamente as costas de Fitch de se aproveitando da sua maior altura novamente reverteu a posição, no final do round Fitch derrubou Penn que ficou sentado. No último round, Fitch conseguiu derrubar Penn de novo, porém dessa fez travou a posição e da guarda e da meia guarda castigou Penn no ground 'n pound durante todo o round. Após uma luta muito travada, os juízes marcaram um justo empate majoritário (29-28 Fitch, 28-28, 28-28). Porém no UFC 137, BJ Penn perdeu para Nick Diaz e anunciou a sua aposentadoria no mundo do MMA.

### O possível retorno do Prodígio
Semanas depois de sua luta contra Nick Diaz, B.J. Penn se comunicou com seus fãs através de seu site(bjpenn.com), "dizendo que precisava ficar um tempo fora dos octógonos, para descansar, dar aulas e treinar, e que quando ele realmente sentisse aquela vontade de voltar a lutar, ele retornaria."
Com estas declarações, Penn deixou claro que aquelas palavras que disse a Joe Rogan foram coisas do momento, podendo então repensar sobre sua aposentadoria.
Pois bem. Se passaram alguns meses, e B.J. deu uma declaração via seu Twitter atacando Nick Diaz e Jon Fitch, para a alegria dos fãs do esporte em um possível retorno de um dos maiores lutadores de MMA de todos os tempos.
- Nick Diaz, veja o quanto você é muito maior nessa foto (foto postada no twitter de Penn)... Achei que você viria para a porrada desde o começo, mano. O que foi aquela estratégia covarde de me pressionar contra a grade para cansar um cara menor do que você? Lutador de rua é meu p**! Fiz você lutar como o Jon "queixo de vidro" Fitch, seu marrento. Estarei pronto para esse conversa fiada quando lutarmos da próxima vez!
Ainda para reforçar Pedro Carrasco, editor do site oficial do B.J. Penn deu a seguinte declaração:
- As férias acabaram, e muitas de suas distrações pós-luta também. BJ Penn não está feliz com a maneira ele se apresentou em suas últimas lutas. Não estou aqui para dar desculpas para ele, mas alguém com algum senso de inteligência pode identificar que o BJ que lutou contra (Frankie) Edgar, Fitch e Diaz não era o mesmo que lutou contra o de Diego (Sanchez) e (Kenny) Florian. As coisas mudaram, ele está de volta. Essa "mentalidade assassina" e o fogo estão de volta, e o tweet de hoje mostra que ele está fervendo!

### Duelo de prodígios
B.J. enfim resolveu sair da aposentadoria numa luta contra o jovem em ascensão Rory MacDonald, que se contundiu com corte no supercilio, adiando a data inicial do combate. B.J apareceu com a melhor forma física de sua carreira, e se mostrou realmente empolgado com o combate:
“O treinamento está ótimo e eu não poderia estar mais feliz. Eu fiz de tudo para entrar em forma e acho que o adiamento dessa luta foi uma benção disfarçada. Com isso, eu tive mais tempo para treinar. Eu aceitei essa luta, porque queria mais um confronto com a TriStar, mas isso não quer dizer que eu não goste desses caras. Eu quero mostrar que ainda posso competir em alto nível e também quero mostrar que tem muito hype em torno de MacDonald. Eu sei que ele é um bom lutador, muitos dizem que ele será um dos grandes tops dos meio-médios e são com esses caras que eu gosto de lutar.”
No entanto, a luta não foi boa para Penn. Apesar da motivação e da boa forma física, a atuação foi provavelmente a pior da sua carreira. B.J. acabou sendo presa fácil para o jovem canadense, que castigou o lutador Havaiano, muitas vezes imóvel no octógono. Rory venceu por decisão unânime dos juízes (30-26, 30-26 e 30-27).
Depois da derrota incontestável, Dana White afirmou que gostaria de ver BJ Penn aposentado do MMA:
“BJ é um guerreiro. Um cara que não desiste. Tenho muito respeito por BJ e sempre vou ter, nas boas e nas horas ruins. Eu gostaria de ver ele aposentado. Ele tem muito dinheiro, uma ótima família, bebês, uma linda mulher. Ele não precisa provar nada para ninguém, todos o amam. Vocês escutaram a arena dizer isso hoje - disse Dana, ao canal de TV americano Fuel.

### Descida para os pesos penas e TUF
Foi anunciado que BJ Penn iria descer para os penas para ser um dos técnicos do The Ultimate Fighter 19, contra seu algoz, Frankie Edgar. Penn parecia ter recuperado a motivação, afirmando que estava descendo para se tornar o primeiro campeão em 3 categorias diferentes do UFC. Mas, na luta Penn foi completamente dominado e foi derrotado por nocaute técnico no terceiro round. Como o presidente do UFC Dana White já havia dito, Penn se aposentadoria se perdesse a luta, e ele realmente se aposentou com a derrota.

## Vida Pessoal

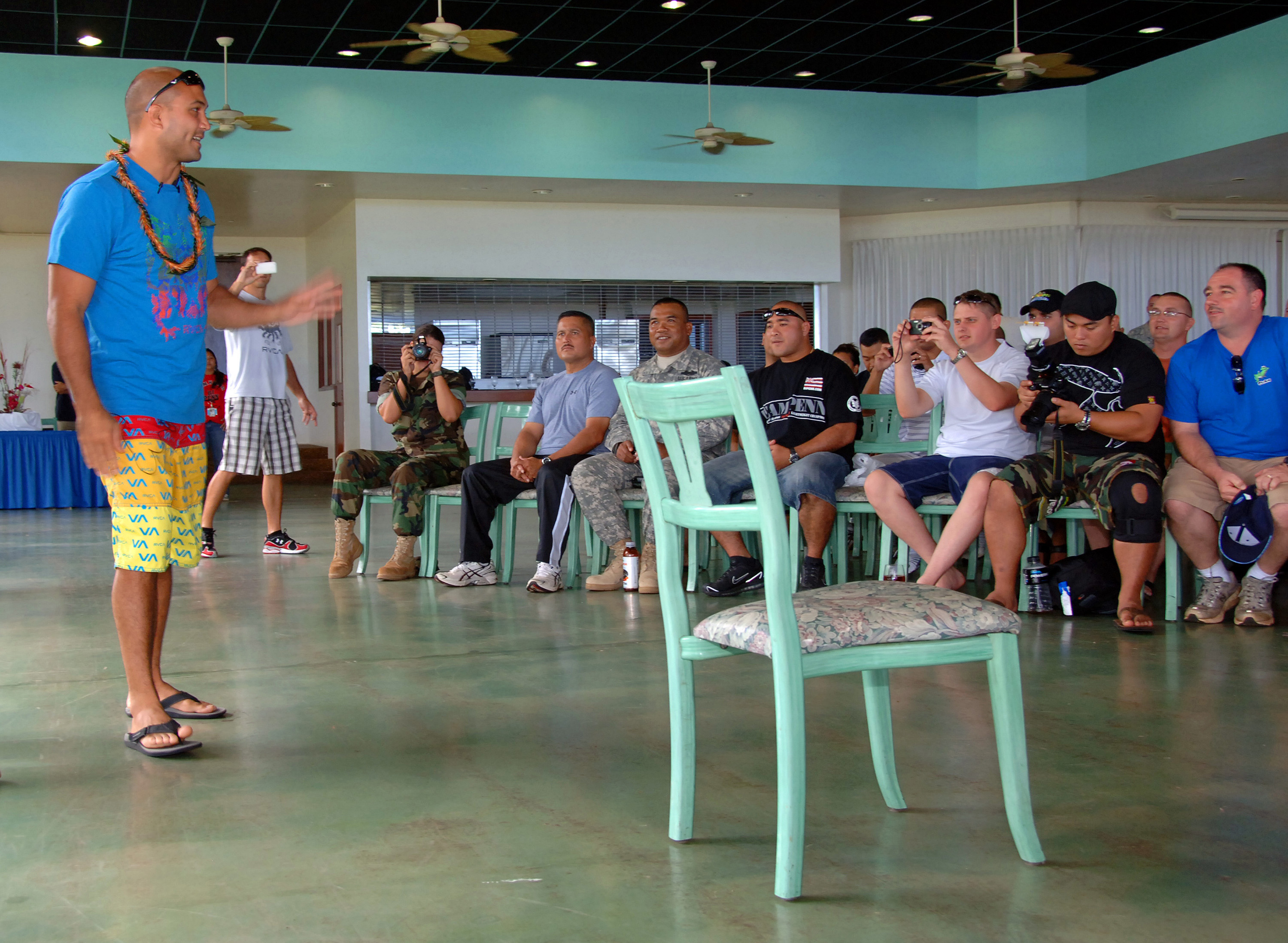
B.J. Penn em um de seus seminários na Coreia do Sul.

Seu apelido "BJ" é uma versão abreviada de um outro apelido de "Baby Jay", que se deriva do fato de que Penn é o mais novo de seus irmãos, todos com o nome "Jay Dee Penn."
Penn tem muito orgulho de ser havaiano, seu treinador, Rudy Valentino havia declarado uma vez que a música havaiana tocada durante a sua entrada era o que o motivava. Penn afirmou ainda que ele se identifica fortemente com suas raízes coreanas e já viajou para a Coreia na realização de seminários. Ele também disse que ele recebe o seu temperamento explosivo do seu lado coreano, que usa esta energia em suas lutas.
A namorada de Penn, Shealen Uaiwa, deu à luz sua filha, AEVA lili'u, em 25 de outubro de 2008.
B.J. Penn é o co-autor do Mixed Martial Arts: The Book of Knowledge, um livro de instrução de artes marciais mistas.

## Cartel no MMA
| Cartel no MMA       |             |             |
| 32 lutas            | 16 vitórias | 14 derrotas |
| Por nocaute         | 7           | 4           |
| Por finalização     | 6           | 1           |
| Por decisão         | 3           | 9           |
| Por desqualificação | 0           | 0           |
| Empates             | 2           | 2           |

| Res.    | Cartel  | Oponente           | Método                                  | Evento                              | Data       | Round | Tempo | Local                        | Notas                                                                                      |
| ------- | ------- | ------------------ | --------------------------------------- | ----------------------------------- | ---------- | ----- | ----- | ---------------------------- | ------------------------------------------------------------------------------------------ |
| Derrota | 16-14-2 | Clay Guida         | Decisão (unânime)                       | UFC 237: Namajunas vs. Andrade      | 11/05/2019 | 3     | 5:00  | Rio de Janeiro               | Quebrou o recorde de maior sequência de derrotas no UFC (7).                               |
| Derrota | 16-13-2 | Ryan Hall          | Finalização (chave de calcanhar)        | UFC 232: Jones vs. Gustafsson II    | 29/12/2018 | 1     | 2:46  | Inglewood, California        | Retornou aos Leves.                                                                        |
| Derrota | 16-12-2 | Dennis Siver       | Decisão (majoritária)                   | UFC Fight Night: Chiesa vs. Lee     | 25/06/2017 | 3     | 5:00  | Cidade de Oklahoma           |                                                                                            |
| Derrota | 16-11-2 | Yair Rodríguez     | Nocaute Técnico (chute frontal e socos) | UFC Fight Night: Rodríguez vs. Penn | 15/01/2017 | 2     | 0:24  | Phoenix, Arizona             | Retornou da aposentadoria.                                                                 |
| Derrota | 16-10-2 | Frankie Edgar      | Nocaute Técnico (socos)                 | The Ultimate Fighter 19 Finale      | 06/07/2014 | 3     | 4:16  | Las Vegas, Nevada            | Estreia nos Penas; Anunciou a sua aposentadoria.                                           |
| Derrota | 16-9-2  | Rory MacDonald     | Decisão (unânime)                       | UFC on Fox: Henderson vs. Diaz      | 08/12/2012 | 3     | 5:00  | Seattle, Washington          | Retornou da aposentadoria.                                                                 |
| Derrota | 16-8-2  | Nick Diaz          | Decisão (unânime)                       | UFC 137: Penn vs. Diaz              | 29/10/2011 | 3     | 5:00  | Las Vegas, Nevada            | Luta da Noite; Anunciou a sua aposentadoria.                                               |
| Empate  | 16-7-2  | Jon Fitch          | Empate (majoritário)                    | UFC 127: Penn vs. Fitch             | 27/02/2011 | 3     | 5:00  | Sydney, Nova Gales do Sul    |                                                                                            |
| Vitória | 16-7-1  | Matt Hughes        | Nocaute (socos)                         | UFC 123: Rampage vs. Machida        | 21/11/2010 | 1     | 0:21  | Auburn Hills, Michigan       | Retornou aos Meio Médios; Nocaute da Noite.                                                |
| Derrota | 15-7-1  | Frankie Edgar      | Decisão (unânime)                       | UFC 118: Edgar vs. Penn II          | 28/08/2010 | 5     | 5:00  | Boston, Massachusetts        | Pelo Cinturão Peso Leve do UFC.                                                            |
| Derrota | 15-6-1  | Frankie Edgar      | Decisão (unânime)                       | UFC 112: Invincible                 | 10/04/2010 | 5     | 5:00  | Abu Dhabi                    | Perdeu o Cinturão Peso Leve do UFC.                                                        |
| Vitória | 15-5-1  | Diego Sanchez      | Nocaute Técnico (interrupção médica)    | UFC 107: Penn vs. Sanchez           | 12/12/2009 | 5     | 2:37  | Memphis, Tennessee           | Defendeu o Cinturão Peso Leve do UFC.                                                      |
| Vitória | 14-5-1  | Kenny Florian      | Finalização (mata leão)                 | UFC 101: Declaration                | 08/08/2009 | 4     | 3:45  | Filadélfia, Pensilvânia      | Retornou aos Leves; Defendeu o Cinturão Peso Leve do UFC; Finalização da Noite.            |
| Derrota | 13-5-1  | Georges St. Pierre | Nocaute Técnico (interrupção do córner) | UFC 94: St. Pierre vs. Penn II      | 31/01/2009 | 4     | 5:00  | Las Vegas, Nevada            | Retornou aos Meio Médios; Pelo Cinturão Meio Médio do UFC.                                 |
| Vitória | 13-4-1  | Sean Sherk         | Nocaute (joelhada e socos)              | UFC 84: Ill Will                    | 24/05/2008 | 3     | 5:00  | Las Vegas, Nevada            | Defendeu o Cinturão Peso Leve do UFC.                                                      |
| Vitória | 12-4-1  | Joe Stevenson      | Finalização (mata leão)                 | UFC 80: Rapid Fire                  | 19/01/2008 | 2     | 4:02  | Newcastle                    | Ganhou o Cinturão Peso Leve do UFC; Finalização da Noite; Surra do Ano de 2008 do Sherdog. |
| Vitória | 11-4-1  | Jens Pulver        | Finalização (mata leão)                 | The Ultimate Fighter 5 Finale       | 23/06/2007 | 2     | 3:12  | Las Vegas, Nevada            | Retornou aos Leves.                                                                        |
| Derrota | 10-4-1  | Matt Hughes        | Nocaute Técnico (socos)                 | UFC 63: Hughes vs. Penn             | 23/09/2006 | 3     | 3:53  | Anaheim, Califórnia          | Pelo Cinturão Meio Médio do UFC; Luta da Noite.                                            |
| Derrota | 10-3-1  | Georges St. Pierre | Decisão (dividida)                      | UFC 58: USA vs. Canada              | 04/03/2006 | 3     | 5:00  | Las Vegas, Nevada            | Retornou aos Meio Médios.                                                                  |
| Vitória | 10-2-1  | Renzo Gracie       | Decisão (unânime)                       | K-1 World Grand Prix 2005 in Hawaii | 29/07/2005 | 3     | 5:00  | Honolulu, Havaí              |                                                                                            |
| Derrota | 9-2-1   | Lyoto Machida      | Decisão (unânime)                       | K-1 Hero's 1                        | 26/03/2005 | 3     | 5:00  | Saitama                      | Luta em Peso Aberto.                                                                       |
| Vitória | 9-1-1   | Rodrigo Gracie     | Decisão (unânime)                       | Rumble on the Rock 6                | 20/11/2004 | 3     | 5:00  | Honolulu, Havaí              | Estreia no Peso Médio.                                                                     |
| Vitória | 8-1-1   | Duane Ludwig       | Finalização (triângulo de braço)        | K-1 MMA ROMANEX                     | 22/05/2004 | 1     | 1:45  | Saitama                      |                                                                                            |
| Vitória | 7-1-1   | Matt Hughes        | Finalização (mata leão)                 | UFC 46: Supernatural                | 31/01/2004 | 1     | 4:39  | Las Vegas, Nevada            | Estreia nos Meio Médios; Ganhou o Cinturão Meio Médio do UFC.                              |
| Vitória | 6-1-1   | Takanori Gomi      | Finalização (mata leão)                 | Rumble on the Rock 4                | 10/10/2003 | 3     | 2:35  | Honolulu, Havaí              | Ganhou o Cinturão Peso Leve do Rumble on the Rock.                                         |
| Empate  | 5-1-1   | Caol Uno           | Empate (dividido)                       | UFC 41: Onslaught                   | 28/02/2003 | 5     | 5:00  | Atlantic City, Nova Jersey   | Pelo Cinturão Peso Leve do UFC.                                                            |
| Vitória | 5-1     | Matt Serra         | Decisão (unânime)                       | UFC 39: The Warriors Return         | 27/09/2002 | 3     | 5:00  | Uncasville, Connecticut      |                                                                                            |
| Vitória | 4-1     | Paul Creighton     | Nocaute Técnico (socos)                 | UFC 37: High Impact                 | 10/05/2002 | 2     | 3:23  | Bossier City, Luisiana       |                                                                                            |
| Derrota | 3-1     | Jens Pulver        | Decisão (dividida)                      | UFC 35: Throwdown                   | 11/01/2002 | 5     | 5:00  | Uncasville, Connecticut      | Pelo Cinturão Peso Leve do UFC.                                                            |
| Vitória | 3-0     | Caol Uno           | Nocaute (socos)                         | UFC 34: High Voltage                | 02/11/2001 | 1     | 0:11  | Las Vegas, Nevada            |                                                                                            |
| Vitória | 2-0     | Din Thomas         | Nocaute Técnico (socos)                 | UFC 32: Showdown in the Meadowlands | 29/06/2001 | 1     | 2:42  | East Rutherford, Nova Jersey |                                                                                            |
| Vitória | 1-0     | Joey Gilbert       | Nocaute Técnico (socos)                 | UFC 31: Locked and Loaded           | 04/05/2001 | 1     | 4:57  | Atlantic City, Nova Jersey   | Estreia no MMA; Estreia no UFC.                                                            |